# Limenitis himera
Limenitis himera är en fjärilsart som beskrevs av Felder 1867. Limenitis himera ingår i släktet Limenitis och familjen praktfjärilar. Inga underarter finns listade i Catalogue of Life.